# 裁判外紛争解決手続の利用の促進に関する法律
裁判外紛争解決手続の利用の促進に関する法律（さいばんがいふんそうかいけつてつづきのりようのそくしんにかんするほうりつ、平成16年12月1日法律第151号）、はADR（Alternative Dispute Resolution; 裁判外紛争解決手続）の制度について規定し、これの利用を促進することに関する日本の法律である。ADR法、ADR促進法、裁判外紛争解決法とも呼ばれる。
2004年（平成16年）12月1日に公布、2007年（平成19年）4月1日に施行された。
厳格な裁判制度に適さない紛争の解決手段として今後多くの利用が見込まれる裁判外紛争解決としての仲裁、調停、あっせんなどを促進することで、国民がより身近に司法制度を利用できるようにすることを目的としている。
また本法における認証制度により認証紛争解決事業者は弁護士以外の法律に携わる専門家が和解等の仲介に入る事を認め、その範囲は今後検討される。
2007年4月2日、2003年に発足した日本スポーツ仲裁機構が認証申請し、初の申請者となった。

## 構成
- 第1章 総則（第1条 - 第4条)
- 第2章 認証紛争解決手続の業務
  - 第1節 民間紛争解決手続の業務の認証（第5条 - 第13条)
  - 第2節 認証紛争解決事業者の業務（第14条 - 第19条)
  - 第3節 報告等（第20条 - 第24条)
- 第3章 認証紛争解決手続の利用に係る特例（第25条 - 第27条)
- 第4章 雑則（第28条 - 第31条)
- 第5章 罰則（第32条 - 第34条)
- 附則